# Maksim Mrvica
Maksim Mrvica [ˈmaksim ˈmrʋitsa] (Šibenik, 3 mei, 1975) is een populaire pianist uit Kroatië. In 2003 verscheen zijn eerste album:The Piano Player.

## Geschiedenis
Mrvica begon op 9-jarige leeftijd met pianolessen en optreden in het openbaar. Drie jaar later gaf hij zijn eerste concert. In 1993 won Mrvica zijn eerste grote competitie.
Hierna volgde Mrvica vijf jaar de muziekakedemie van Zagreb. Daarna ging hij een jaar naar Boedapest. In dit jaar won hij de eerste prijs in de Nikolaj Rubinstein International Piano Competition. In 2000 verhuisde Mrvica naar Parijs, waar hij samen met Igor Lazko studeerde. Hier won Mrvica weer een prijs, ditmaal de Pontoise Piano Competition.
Toen hij weer terugkeerde naar Kroatië kwam hij veel in media en kwam regelmatig op tv met zijn optredens. Er volgde snel een cd, Gestures. Deze werd een van de snelst verkopende cd's met klassieke muziek in Kroatië.

## Internationaal werk
Kort na de cd werd Mrvica gespot door de Kroatische muzikant en producer Tonči Huljić. Deze bracht hem in contact met impresario Mel Bush die een pianist zocht en Mrvica een baan aanbood. EMI Classics had ook interesse in Mrvica en zo maakte hij zijn eerste album, The Piano Player. Dit album had veel succes in Azië waar het in Singapore, Maleisië, Indonesië en China de Gold status bereikte, in Taiwan en Kroatië (platina) en in Hongkong (dubbel platina).

## Discografie

### Albums
- 1999 – Gestures (album) (Lisinski Studios)
- 2003 – The Piano Player (EMI)
- 2004 – Variations Part I&II (EMI)
- 2005 – A New World (EMI)
- 2006 – Electrik (EMI)
- 2007 – Pure (MBO)
- 2008 – Pure II (MBO)
- 2008 – Greatest Maksim (EMI)